# المسرح المدرسي القيمي
يعد المسرح المدرسي من أهم المرافق الموجودة في البناء المدرسي لما يلعبه من دور مهم في حال تم استغلاله في الوجه الصحيح.
تكمن أهميه المسرح المدرسي بأنه يستطيع إيصال الهدف التربوي إلى الطالب بطريقه ممتعة ترسخ في ذاكرة الطالب وينقل الطالب إلى اجواء مرحة وجديدة بالرغم انه لم يغادر مدرسته مما يظفي تنوع وحيوية إلى اليوم الدراسي، هذا وتهتم العديد من دول العالم بالمسرح المدرسي لما يلعبه من أدوار مهمة في عمليتي التعليم والتعلم حيث يٌستخدم كاستراتيجية للتدريس وقد يصنف ضمن استراتيجيات التعلم بالعمل التعلم النشط (بالإنجليزية: learning by doing)‏ بالنسبة للطلبة المشاركين بالعمل المسرحي، ونمط للتعلم البصري بالنسبة للطلبة المشاهدين، وقد قسم المسرح المدرسي إلى نوعين من المسارح نسبة إلى الأهداف:
1. المسرح المدرسي الاحتفالي: وهو المسرح الذي يخصص للاحتفالات الوطنية والدينية وحفلات تخرج الطلبة.
2. المسرح المدرسي التعليمي: وهو المسرح الذي يتخذ من خشبته أداة للتعليم والتعلم ودعم المنهاج والتربية القيمية ويكون على ثلاثة اشكال:

- المسرح المدرسي العام وتعرض عليه مسرحيات على مدار العام، ويخدم على الأغلب مجموعة من القيم التربوية العامة التي تدعم الخير وتحارب الشر (المسرح القيمي)
- المسرح الصفي: ويكون داخل الغرفة الصفية وهدفه تمثيل مشهد ليرسخ فكره من أفكار الدرس، حيث كان يمثل الطلاب مناسك العمرة في درس التربية الإسلامي أو حركة محتويات الذرة أو المجموعة الشمسية في درس العلوم (المسرح المنهجي)
- مسرح الدمى: ويستخدم لشرح فكرة معينة أو لترسيخ قيمة تربوية ويفضله طلاب المرحلة الاساسية الدنيا.[1]